# Универсидад Католика (футбольный клуб, Кито)
«Универсида́д Като́лика» (исп. Club Deportivo de la Pontificia Universidad Católica del Ecuador) — эквадорский футбольный клуб из Кито. Выступает в Чемпионате Эквадора по футболу.

## История
Официальной датой обретения профессионального статуса командой является 26 июня 1963 года, хотя футбольный клуб Католического университета Эквадора был образован несколько ранее, но сугубо в статусе университетской футбольной команды.
Лучшими годами для команды были 1970-е, когда «студенты» дважды становились вице-чемпионами и бронзовыми призёрами Чемпионата Эквадора. В сезонах 1974 и 1980 «Универсидад Католика» на правах второго клуба национального чемпионата дважды принимал участие в Кубке Либертадорес, но оба раза не смог преодолеть групповой этап, выиграв в общей сложности за два турнира четыре игры, дважды сыграв вничью и шесть раз потерпев поражение.
Домашние матчи проводит на стадионе «Олимпико Атауальпа», вмещающем 40 948 зрителей.

## Достижения
- Вице-чемпион Эквадора (2): 1973, 1979
- Бронзовый призёр чемпионата Эквадора (2): 1977, 1980

## Международные турниры
- Участник Кубка Либертадорес (4): 1974, 1980 (групповой этап), 2021, 2022
- Участник Южноамериканского кубка (6): 2014, 2015, 2016, 2017, 2019, 2020